# خورخي غارسيا (لاعب كرة قدم أرجنتيني)
خورخي غارسيا (بالإسبانية: Jorge García)‏ هو لاعب كرة قدم أرجنتيني، ولد في 11 نوفمبر 1969 في بوينس آيرس في الأرجنتين. لعب مع فيسوا كراكوف.

## وصلات خارجية
- خورخي غارسيا على موقع قاعدة بيانات كرة القدم.إي يو (الإنجليزية)